# Salford Priors
Salford Priors est un village du Warwickshire, en Angleterre. Il est à la frontière du Warwickshire avec le Worcestershire.

## Natifs de la commune
- Valentine Green (1739-1813), graveur et éditeur.